# Game (raper)
Game lub The Game, właśc. Jayceon Terrell Taylor (ur. 29 listopada 1979 w Los Angeles) – amerykański raper i aktor.
Stał się sławny w 2005 r. po sukcesie jego albumu The Documentary i dwukrotnej nominacji do nagrody Grammy. The Game jest jedynym raperem z zachodu, który wydał multi-platynowy album The Documentary, od czasów 2001 Dr. Dre, który został wydany późno w 1999 (chociaż album Tha Last Meal Snoop Dogga sprzedał się w dwóch milionach egzemplarzy, został zatwierdzony jako platyna).
Po wydaniu dwóch albumów, które zadebiutowały na pierwszych miejscach kilku notowań, między innymi Billboard 200, Game jest również znany z wielu beefów, w których wziął udział. Muzyka tworzona przez Taylora to podgatunek rapu, zwany gangsta rapem, który miał swoje początki w rodzinnym mieście rapera, Compton.

## Życiorys

### Wczesne lata
Jayceon Taylor urodził się w Los Angeles, w Kalifornii. Jego matka to Lynette Baker, a ojciec George Taylor. Mieszkał w La Brea dopóki nie przeniósł się z rodziną do Compton, kiedy miał cztery lata. Po tym, jak jego starsza siostra oskarżyła ojca o molestowanie seksualne (Jayceon miał wtedy pięć lat), ich rodzina rozpadła się i spędził osiem lat z rodziną zastępczą w Carson. W wieku czternastu lat wrócił do swojej prawdziwej rodziny w Compton. Dorastał na terytorium gangu Crips znanym jako Santana Blocc i wkrótce dołączył do Bloodsów. Po ukończeniu Compton High School, krótko uczęszczał do Washington State University – w pierwszym semestrze wyrzucono go ze szkoły za posiadanie narkotyków. Po tych zdarzeniach zajął się sprzedażą narkotyków, a w wieku osiemnastu lat zaczął naśladować swojego starszego brata (Big Fase 100), który był powiązany z setem Cedar Block Piru. W 2001 został pięciokrotnie postrzelony (w serce, brzuch, ręce) przez nieznajomych mężczyzn, którym otworzył drzwi. Został przewieziony do szpitala. Zapadł w śpiączkę na trzy dni. W trakcie pobytu w szpitalu postanowił rozpocząć karierę raperską.

### Początki kariery
Po przesłuchaniu znanych albumów hip-hopowych, Taylor zaplanował swoją karierę. Z pomocą brata, Big Fase'a, założył wytwórnię The Black Wall Street Records. Poza samym Game’em, znaleźli się w niej między innymi Glasses Malone, Vita i Nu Jerzey Devil. Wybrał pseudonim „The Game”, bo tak nazywała go babcia z powodu jego zamiłowania do sportu (koszykówka). W 2002 został wydany jego pierwszy mixtape, „You Know What It Is Vol. 1”, przez wytwórnię Get Low Recordz. Zanim Game znalazł się w wytwórni Aftermath Entertainment, zainteresował się nim P. Diddy, jednak Dr. Dre zaproponował mu kontrakt wcześniej. W październiku 2004 roku, wydał swój pierwszy album, Untold Story dla Get Low Recordz. Sprzedał się w ilości 82 000 kopii w pierwszych trzech miesiącach. Na płycie gościnnie wystąpili między innymi Sean T, Young Noble (z Outlawz) i JT The Bigga. Wystąpił również na mixtape’ach takich producentów jak DJ Kayslay, DJ Whoo Kid czy DJ Clue. Wkrótce raper wydał kolejny mixtape dla swej własnej wytwórni, „You Know What It Is Vol. 2”. Wystąpił również w grze komputerowej „NBA Live 2004” w piosence skomponowanej przez Fredwrecka, „Can’t Stop Me”.

### Współpraca z 50 Centem
The Game miał kontrakt z wytwórnią Aftermath Entertainment, Dr. Dre i właściciel wytwórni Interscope, Jimmy Iovine postanowili, że będzie pracował z 50 Centem i G-Unit, stwierdzili bowiem, że to zwiększy zainteresowanie fanów zarówno Game’em, jak i G-Unit. Wkrótce wystąpił w teledyskach u 50 Centa, Lloyda Banksa, Young Bucka i Fabolousa. Po raz pierwszy pojawił się w klipie „In da Club”, tańcząc z dziewczyną. Nawet zaczynając karierę został wmieszany w beefy G-Unit z Joe Buddenem, Ja Rule i Memphis Bleekiem. W 2004, przed wydaniem swojego pierwszego singla, „Westside Story”, wystąpił gościnnie w singlu obok Jima Jonesa, „Certified Gangstas”.
Początkowo tytuł The Documentary brzmiał Nigga Wit' An Attitude Volume 1 (co można usłyszeć w tekście „Dreams”), jednak został zmieniony na żądanie wdowy po Eazy-E. Głównymi producentami The Documentary byli Dr. Dre i 50 Cent. Przebojowe single „How We Do” i „Hate It or Love It” wkrótce zostały nominowane do nagrody Grammy. Album zadebiutował na 1. miejscu notowania Billboard 200 i był dziesiątym najlepiej sprzedającym się albumem w USA 2005 roku. W Wielkiej Brytanii zadebiutował na 7. miejscu. Na całym świecie sprzedano około pięciu milionów kopii.
Z powodu beefu z 50 Centem, Game opuścił Aftermath Entertainment i zaczął współpracować z Geffen Records, by nie mieć żadnych zobowiązań wobec G-Unit. Album Doctor’s Advocate został wydany 14 listopada 2006 roku. Data wydania albumu została przełożona przez Game’a, aby udowodnić, że może on odnieść sukces bez pomocy Dre i 50 Centa. Game początkowo zapowiedział w magazynie XXL, że na płycie pojawi się kilka produkcji Dre, jednak podczas wywiadu na stacji Power 105 zapowiedział, że na albumie nie znajdzie się ani jedna (pozostały jednak niewydane utwory wyprodukowane przez Dre dostępne w Internecie, nie zostało wyjaśnione, czemu nie ukazały się na Doctor’s Advocate. Album zadebiutował na 1. miejscu listy Billboard 200, sprzedając się w ponad 358 tysiącach egzemplarzy w pierwszym tygodniu.
W 2007 roku, wystąpił w epizodzie w filmie Beef IV.

### Dalsza kariera
Nowy album Game’a L.A.X. ukazał się dnia 26 sierpnia, 2008 roku nakładem wytwórni Geffen. Pierwszym oficjalnym singlem został utwór „Game’s Pain”, gdzie w refrenie gościnnie można usłyszeć Keyshię Cole. Drugim singlem, wydanym 24 czerwca, został utwór „Dope Boys”, który Game wykonał wraz z Travisem Barkerem. Ostatnim singlem był utwór „My Life” z gościnnym udziałem Lila Wayne’a. Kompozycja Game’a zadebiutowała na 2. miejscu notowania Billboard 200, sprzedając się w ilości ponad 238 tys. egzemplarzy w pierwszym tygodniu. Do 22 października, 2008 r. sprzedano 660,1 tys. egzemplarzy w samych Stanach Zjednoczonych. Po wydaniu L.A.X., album zebrał wiele pochlebnych recenzji od krytyków, którzy chwalili tę produkcję.
23 sierpnia 2011 w Stanach Zjednoczonych został wydany czwarty studyjny album rapera pt The R.E.D. Album. Game nad tą kompozycją pracował od roku 2009. Produkcja została wydana nakładem wytwórni Aftermath i Interscope Records. Pierwszym oficjalnym singlem został utwór „Red Nation” z udziałem rapera Lila Wayne’a, do którego powstał teledysk. Singiel został wydany 12 kwietnia tego roku w Stanach Zjednoczonych, a 3 maja na całym świecie. Kolejnym singlem został utwór „Pot of Gold” z gościnnym udziałem piosenkarza Chrisa Browna, do którego również zrealizowano klip. Został wydany 28 czerwca na całym świecie. W grudniu 2011 r. został wydany następny singel pt. „Martians vs. Goblins”, a 22 marca 2012 r. ostatni promujący utwór „The City”.
Pod koniec 2011 roku raper rozpoczął nagrywanie piątego i jednocześnie ostatniego albumu dla wytwórni Interscope Records. Tytuł pierwotnie brzmiał F.I.V.E.: Fear Is Victory’s Evolution, jednak raper postanowił zmienić go na Jesus Piece. 2 września 2012 r. opublikowano pierwszy singel zatytułowany „Celebration”. W utworze oprócz Game’a wystąpili Chris Brown, Tyga, Lil Wayne i Wiz Khalifa. Planowana premiera odbyła się 11 grudnia 2012 roku.
W 2014 roku udzielił się gościnnie w utworze „Connect” u boku polskiego rapera Popka.
14 października 2014 roku ukazała się jego kolejna płyta pt. Blood Moon: Year of the Wolf na której usłyszeć można takich gości jak Yo Gotti, Lil Wayne, 2 Chainz, Too $hort, Chris Brown, Young Jeezy czy Tyga. Album był promowany singlami „Bigger Than Me” i „Or Nah”, do których powstały teledyski. Produkcja zadebiutowała na 7. miejscu notowania Billboard 200 ze sprzedażą 32 885 egzemplarzy.

### Od 2015
9 października 2015 r. raper oraz producent Skrillex opublikowali wspólny utwór zatytułowany „El Chapo”.
18 marca 2015 r. raper poinformował, że jego nowy album pt. The Documentary 2 zostanie wydany 30 czerwca 2015. Później ta data została przesunięta na 7 sierpnia, następnie na 28 sierpnia, a ostatecznie na 9 października 2015. Pierwszy singel pt. „100” z gościnnym udziałem Drakiem został wydany 26 czerwca 2015. Siedem dni po premierze albumu, raper wydał kolejną produkcję pt. The Documentary 2.5. Obie płyty zebrały bardzo dobre recenzje.
1 sierpnia 2016 r. w klubie Ace of Diamonds Strip Club, w którym także przebywał 50 Cent, The Game zakończył trwający blisko 12 lat beef między nimi, słowami: „What happened, that shit was 12 years ago.” (pol. „Co mogę powiedzieć, to gówno było 12 lat temu”.).
16 września 2016 r. raper opublikował utwór „92 Bars”, pięciominutowy freestyle mający promować ósmy album pt. 1992, jednak w rzeczywistości był to diss w kierunku Meek Milla.
14 października 2016 r. miała miejsce premiera ósmego studyjnego albumu pt. 1992. Promował go singel „All Eyez” wydany 20 czerwca 2016 r. Okładkę albumu zaprojektował Joe Cool, autor okładki Doggystyle Snoop Dogga.

## Dyskografia
- The Documentary (2005)
- Doctor’s Advocate (2006)
- L.A.X. (2008)
- The R.E.D. Album (2011)
- Jesus Piece (2012)
- The Documentary 2 (2015)
- The Documentary 2.5 (2015)
- 1992 (2016)
- Born 2 Rap (2019)
- DRILLMATIC Heart vs. Mind(inne języki) (2022)

## Filmografia
| Film | Film                           | Film     | Film   |
| Rok  | Tytuł                          | Rola     | Uwagi  |
| ---- | ------------------------------ | -------- | ------ |
| 2005 | Beef III                       | On sam   | Epizod |
| 2006 | Cios poniżej pasa              | Big Meat |        |
| 2006 | Belly 2: Millionaire Boyz Club | G        |        |
| 2006 | Tournament of Dreams           | Troy     |        |
| 2007 | Beef IV                        | On sam   | Epizod |
| 2008 | Królowie ulicy                 | Grill    |        |
| 2012 | House Arrest                   | DeAndre  |        |

| Gry komputerowe | Gry komputerowe               | Gry komputerowe    | Gry komputerowe |
| Rok             | Tytuł                         | Rola               | Uwagi           |
| --------------- | ----------------------------- | ------------------ | --------------- |
| 2004            | Grand Theft Auto: San Andreas | Mark „B-Dup” Wayne | Użyczył głosu   |
| 2007            | Def Jam: Icon                 | On sam             | Użyczył głosu   |

## Nagrody i nominacje
| Nagrody i nominacje | Nagrody i nominacje                  | Nagrody i nominacje                                           | Nagrody i nominacje |
| Rok                 | Podmiot nominacji                    | Nagroda                                                       | Wynik               |
| ------------------- | ------------------------------------ | ------------------------------------------------------------- | ------------------- |
| 2005                | The Game                             | BET Awards – Best New Artist                                  | Nominacja           |
| 2005                | The Game                             | Billboard Music Awards – Rap Artist of the Year               | Nominacja           |
| 2005                | The Game                             | Billboard Music Awards – New Artist of the Year               | Nominacja           |
| 2005                | The Game                             | MTV Video Music Award – Best New Artist in a Video – „Dreams” | Nominacja           |
| 2005                | „How We Do” (feat. 50 Cent)          | Billboard Music Awards – Rap Song of the Year                 | Nominacja           |
| 2005                | „Hate It or Love It” (feat. 50 Cent) | BET Awards – Best Collaboration                               | Nominacja           |
| 2005                | „Hate It or Love It” (feat. 50 Cent) | MTV Video Music Award – Best Rap Video                        | Nominacja           |
| 2006                | „Hate It or Love It” (feat. 50 Cent) | Nagroda Grammy – Best Rap Song                                | Nominacja           |
| 2006                | „Hate It or Love It” (feat. 50 Cent) | Grammy Awards – Best Rap Performance By a Duo or Group        | Nominacja           |
| 2007                | Doctor’s Advocate                    | Ozone Awards – Best West Coast Rap Album                      | Laur                |
| 2008                | The Game                             | Ozone Awards – Best West Coast Rap Artist                     | Laur                |